# 津久野だんじり祭
津久野だんじり祭（つくのだんじりまつり）は、大阪府堺市西区津久野町周辺で10月に行われるだんじり祭の一つ。津久野町周辺の自治会が所有する7台のだんじりが参加する津久野地車連合で行われている。
だんじり曳行は、各自治会周辺道路やJR津久野駅前で行われる津久野駅前パレード、西区区役所周辺で行われる西区だんじりパレード（津久野地車連合と鳳だんじり祭の鳳地車連合と合同で催行）、夜間の灯入れ曳行などが行われる。曲がり角や交差点をだんじりが勢いよく走りながら直角に方向転換することを「やりまわし」といい、だんじり祭では、この「やりまわし」が一番の見せ場とされる。

## 地車の形式
曳行される地車（だんじり）の形式は、住吉の工匠、大佐一門などの作による堺型上だんじりが主流であったが、近年岸和田型の下だんじりが増えてきている。
また、泥幕は腰下までとし、屋根の破風の形状・飾目が鬼板（獅子噛み）という堺・大阪型の上だんじりの特徴を残しつつ、三枚板（さんまいた）の代わりに岸和田型の主流である立体的な見送りの形態を用いた折衷型もある。現在、津久野だんじり祭で曳き出されるだんじりには、三枚板を設えたものはない。

## 参加自治会
津久野町内の4自治会（大東、宮山、西組、中組）と、神野町、下田町、神石市之町の3自治会の計7自治会。

各自治会のだんじり
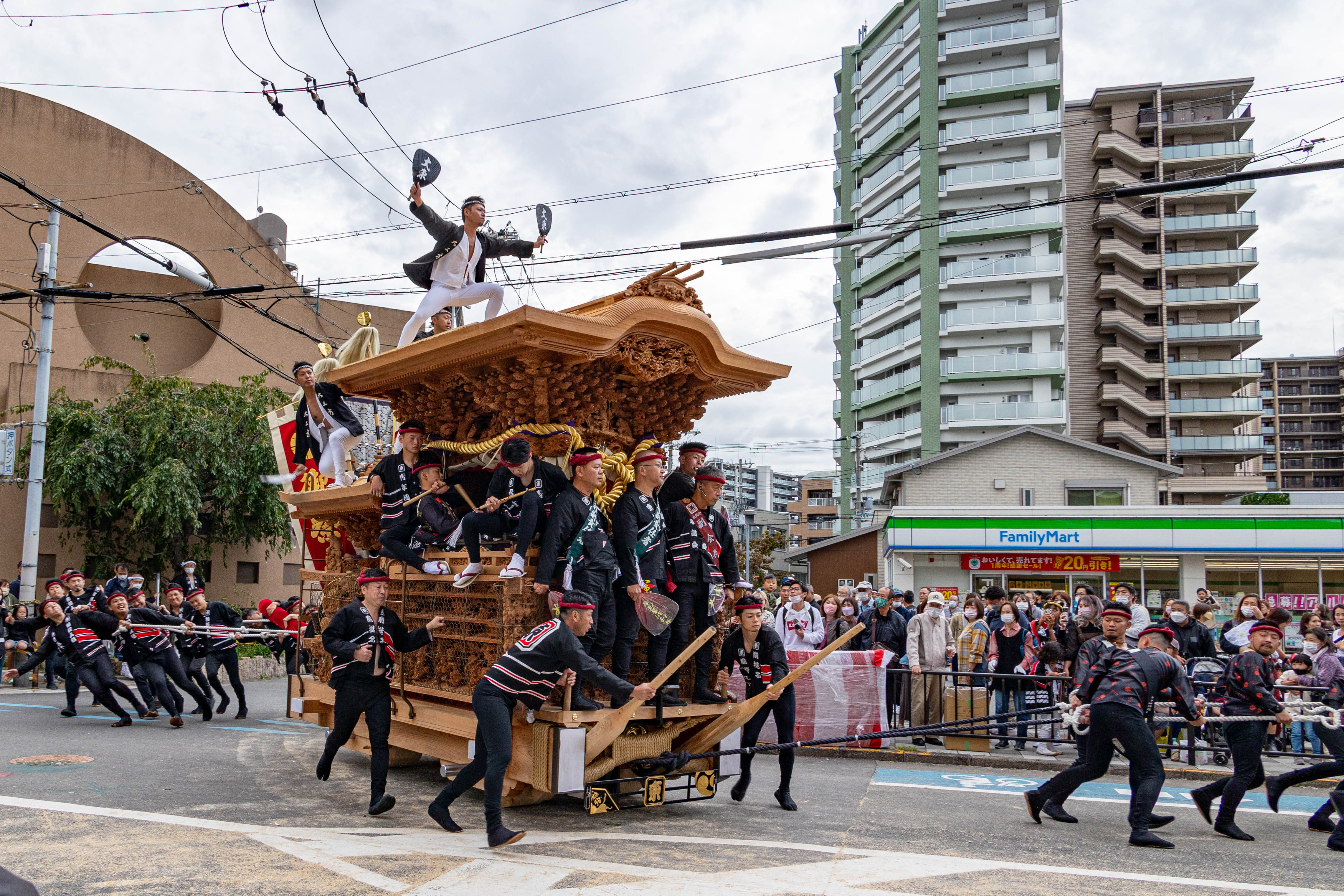
大東のだんじり
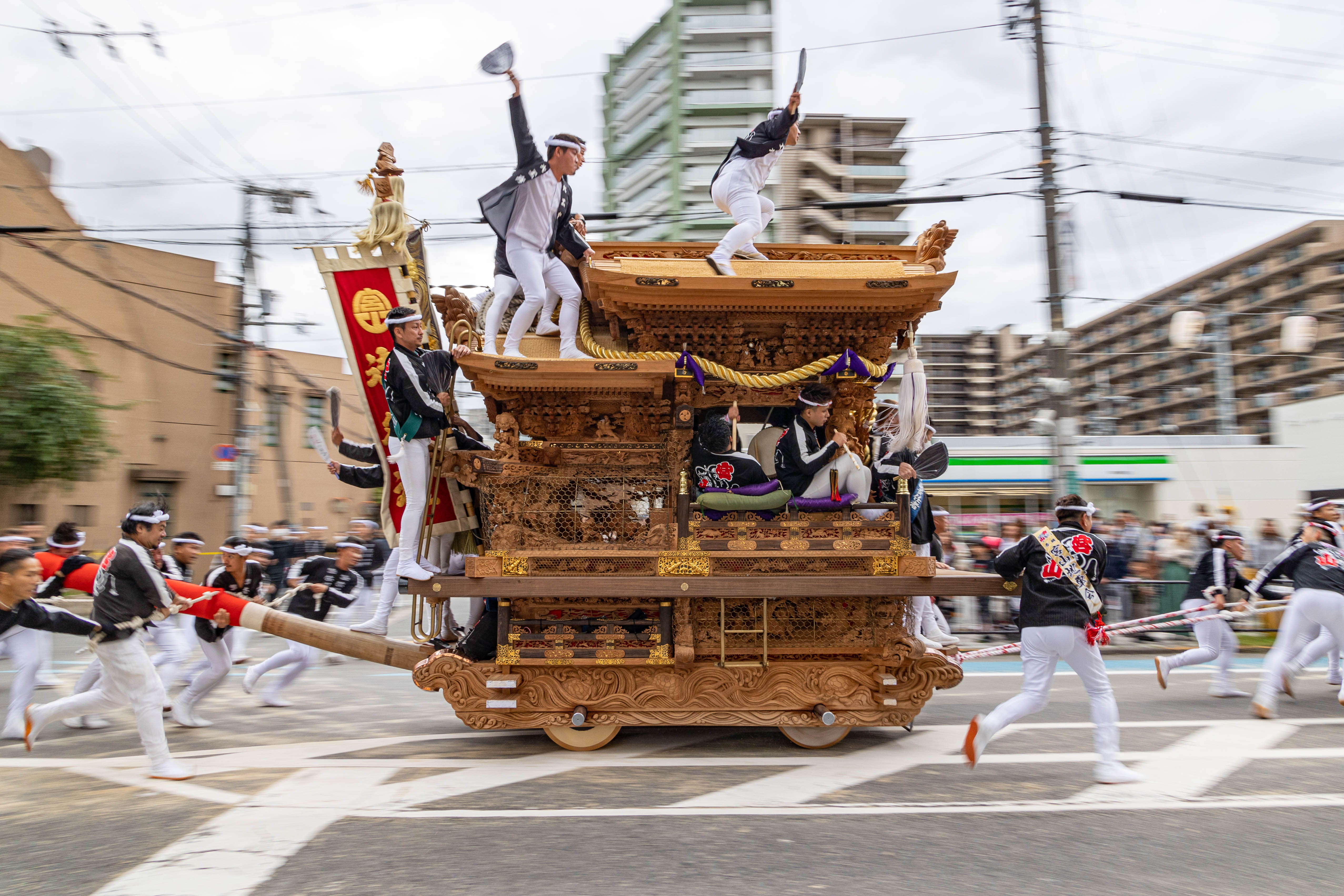
宮山のだんじり （画像は流し撮り）
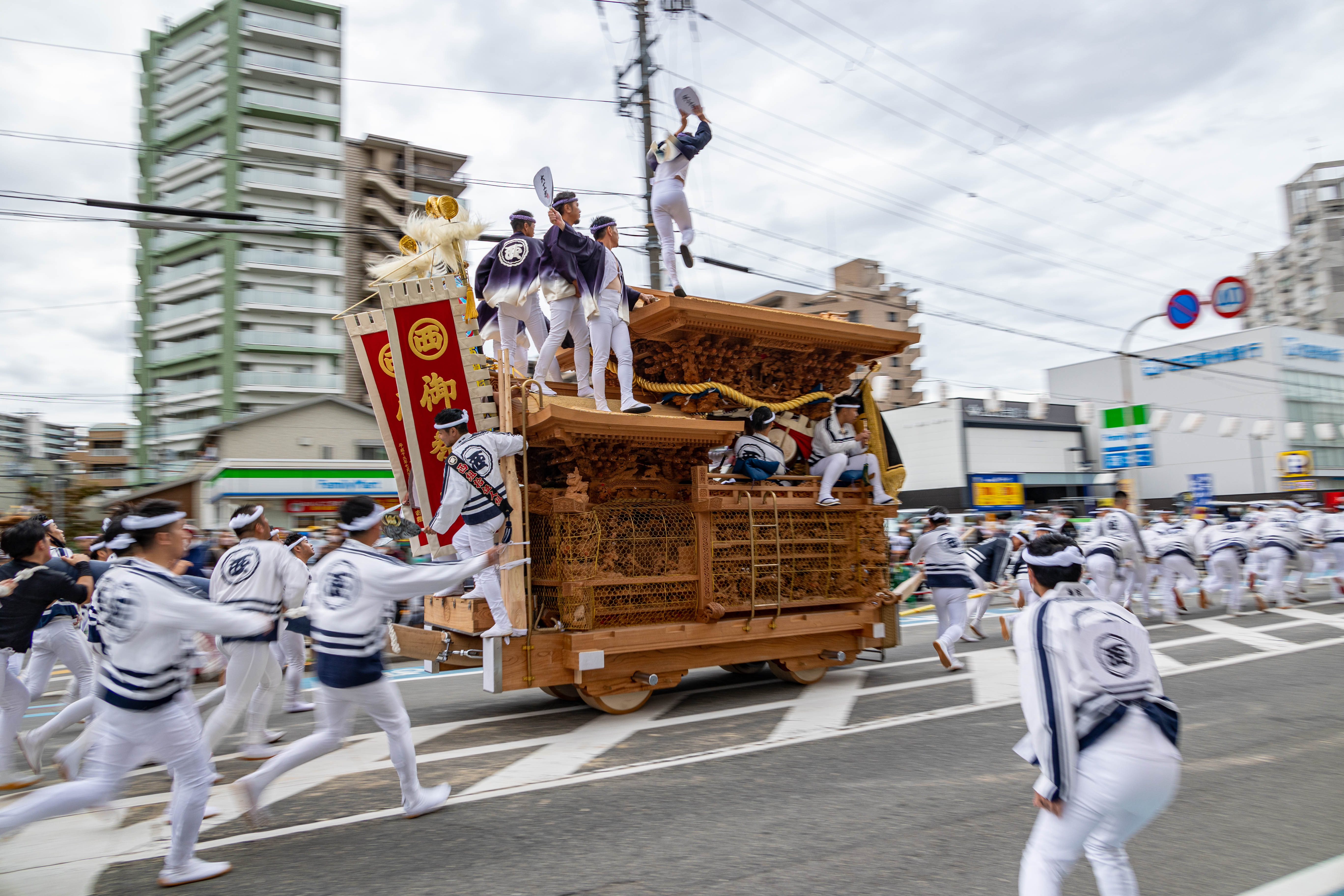
西組のだんじり （画像は流し撮り）
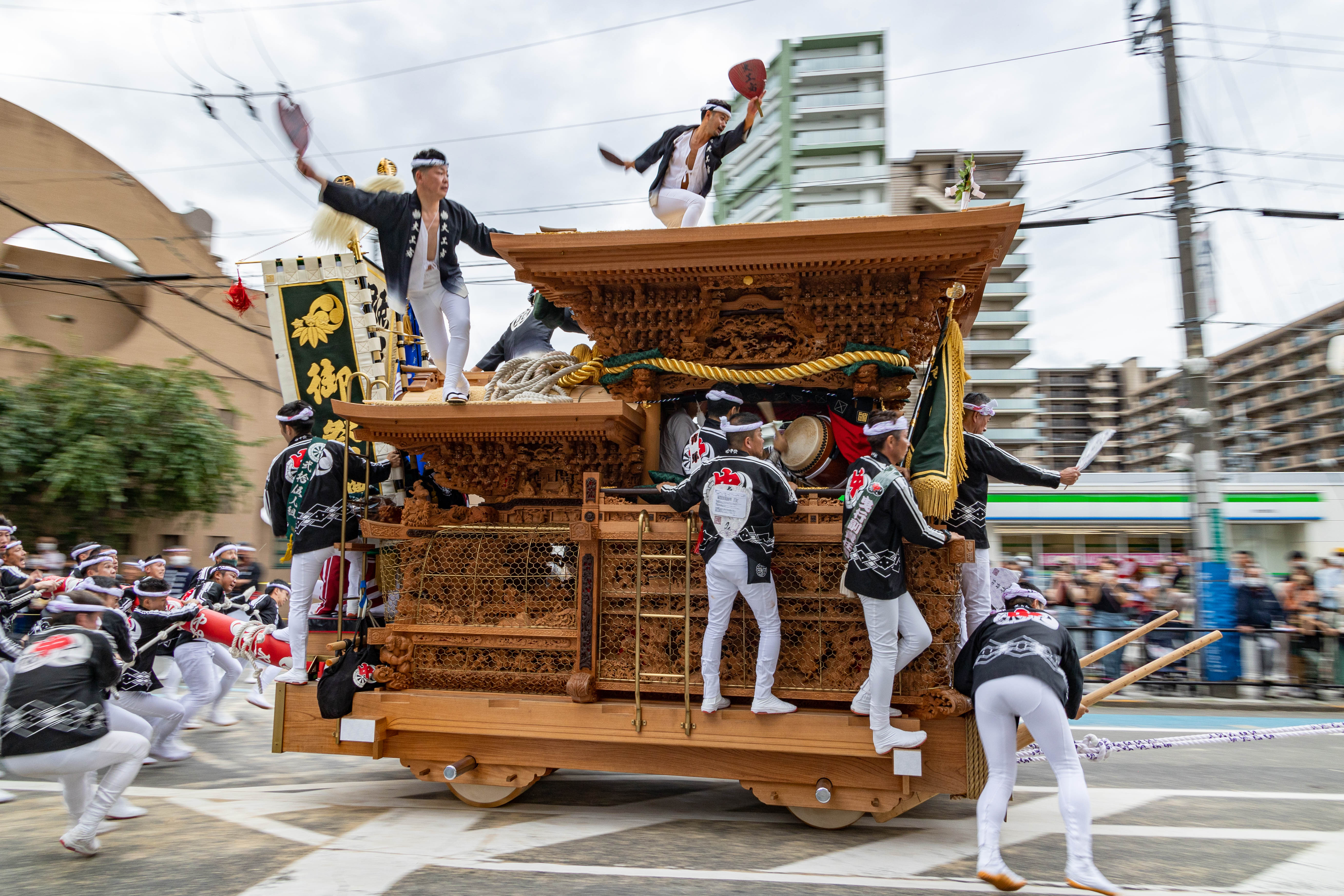
中組のだんじり （画像は流し撮り）
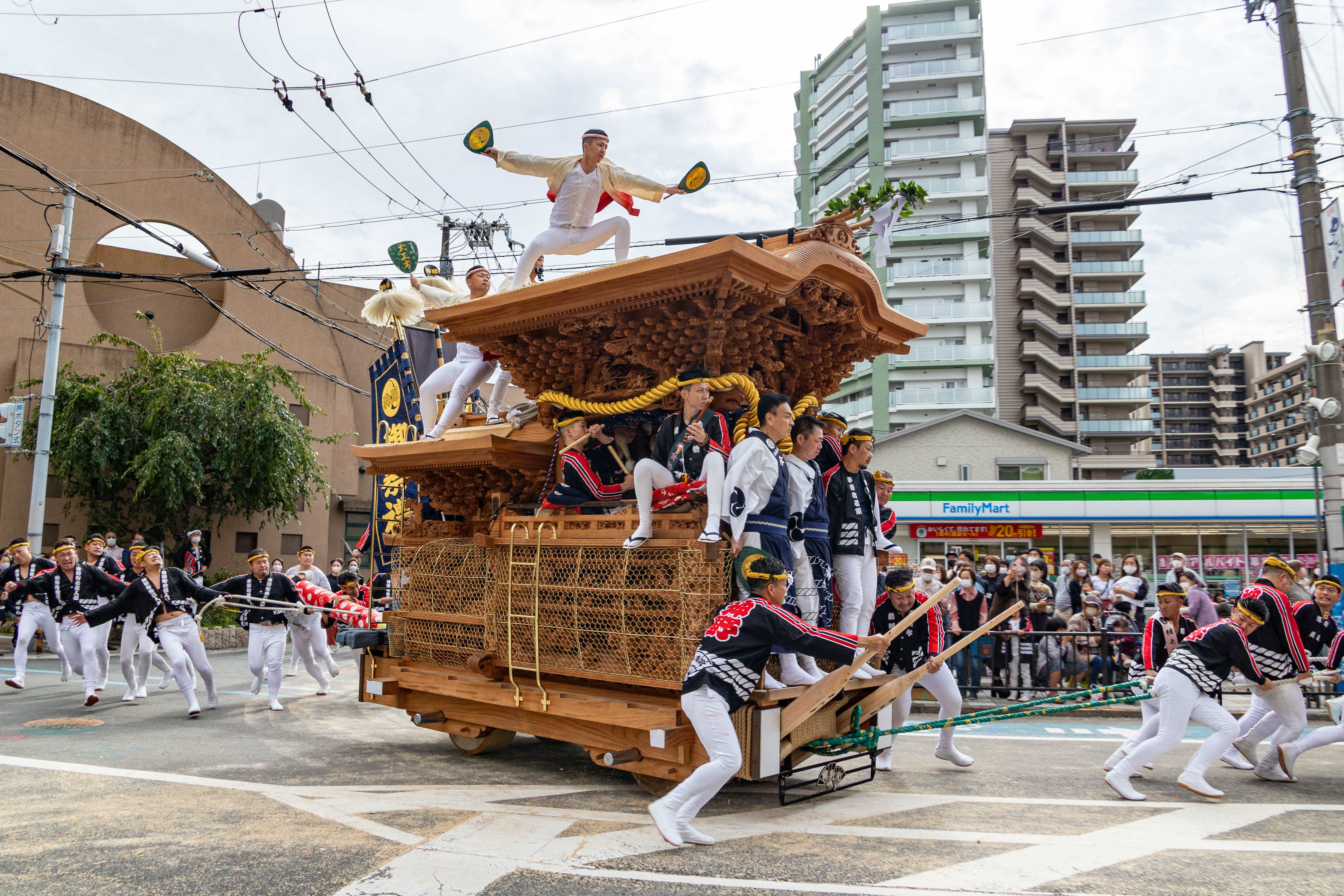
神野町のだんじり
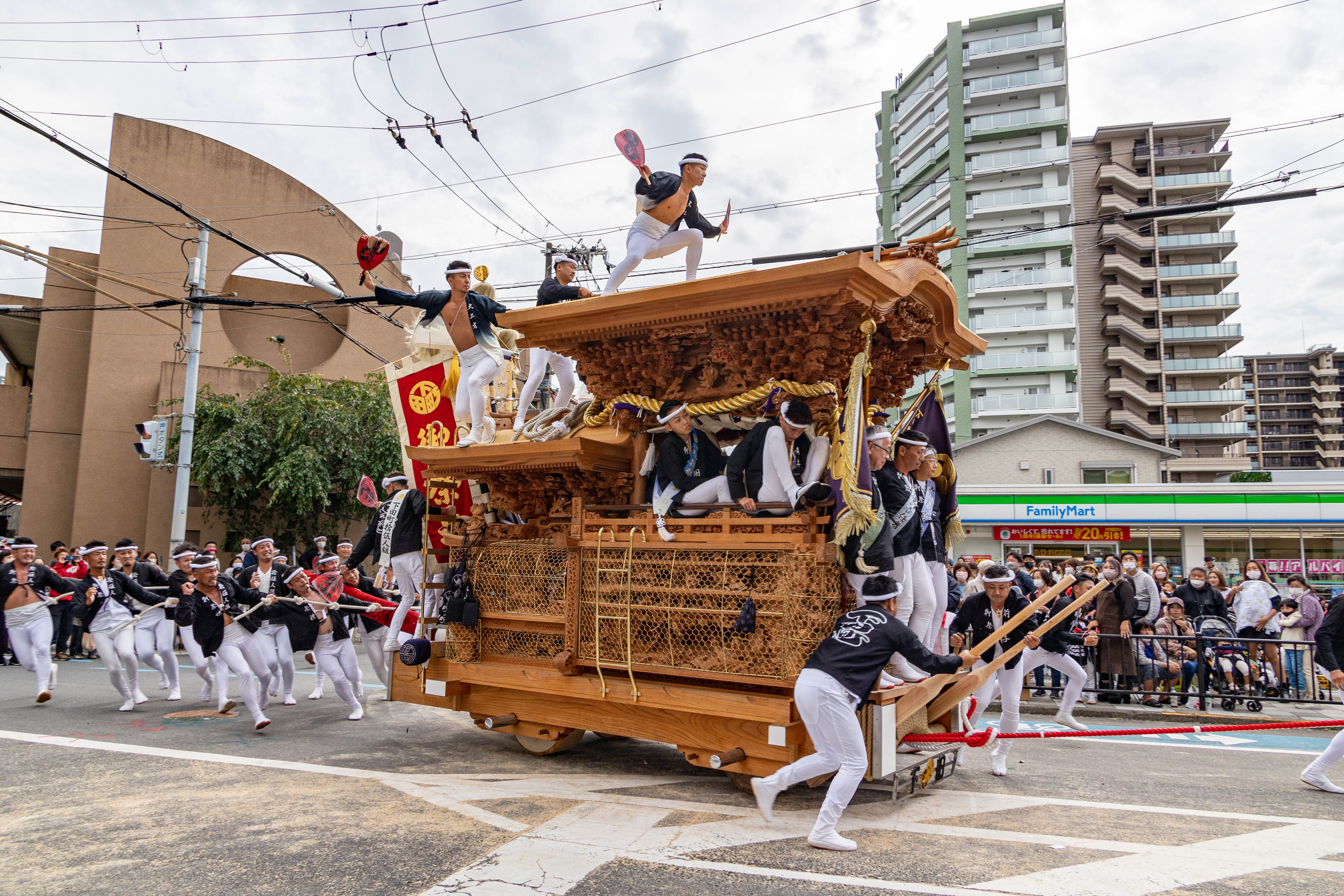
下田町のだんじり
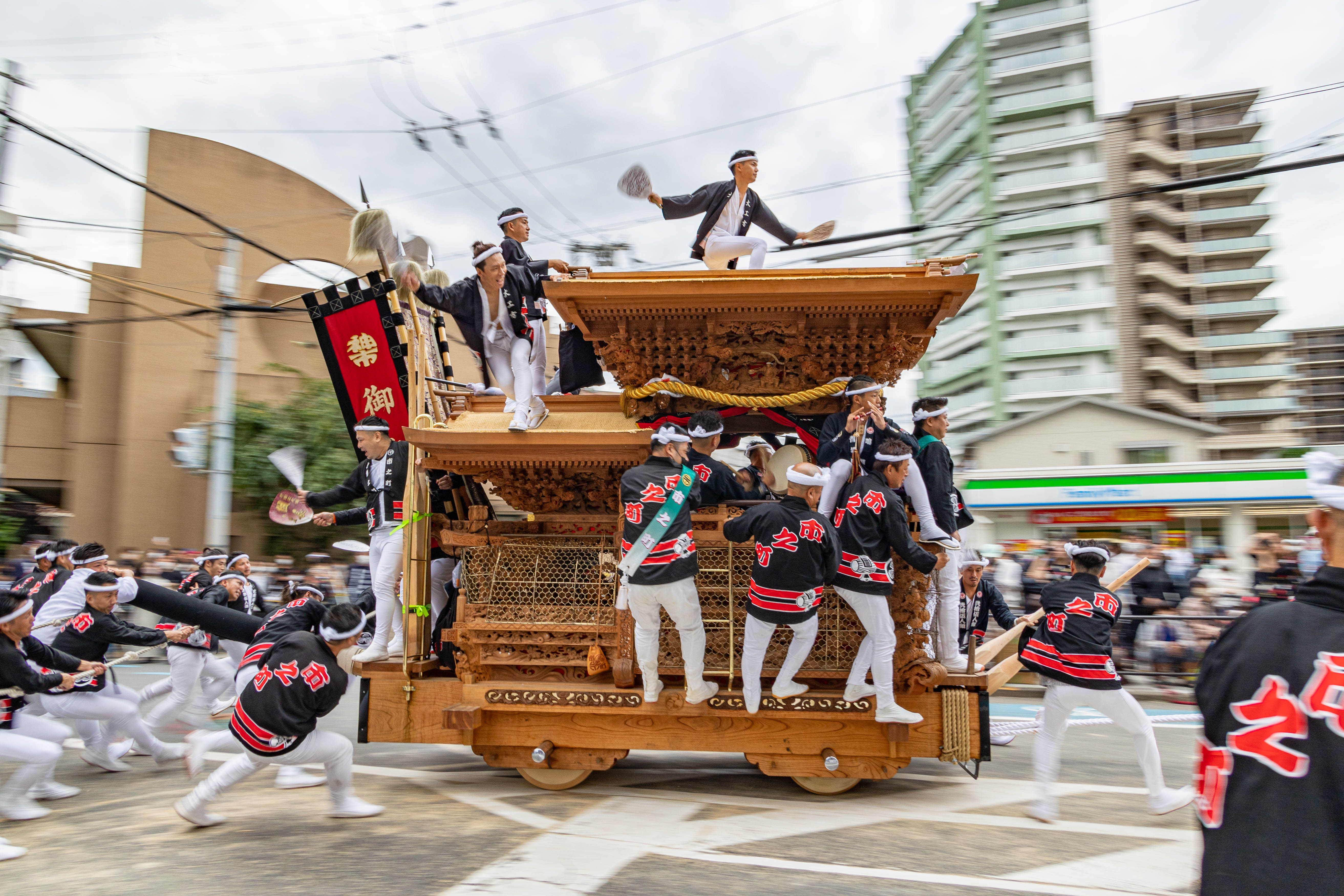
神石市之町のだんじり （画像は流し撮り）

## 開催日
毎年10月第1金曜日から日曜日までの3日間の日程で行われ、第一金曜日を宵宮（午後1時 - 5時）、翌日の土曜日を本宮、翌々日の日曜日を後結祭とよばれる。
2022年度は、10月7、8、9日に行われた。

## 宮入り
本宮の土曜日午前中に行われる。境内にだんじりを乗り入れ、安全曳行祈願などが行われる。津久野町内の大東、宮山、西組、中組の4台、神野町、下田町の2台の計6台は、踞尾八幡神社に宮入りする。神石市之町の1台のみ石津神社へ宮入りする。

## パレード
- 津久野駅前パレード - 本宮の土曜日午後1時より、JR津久野駅前周辺の道路を周回し、7台のだんじりが「やりまわし」などを行う[1]。

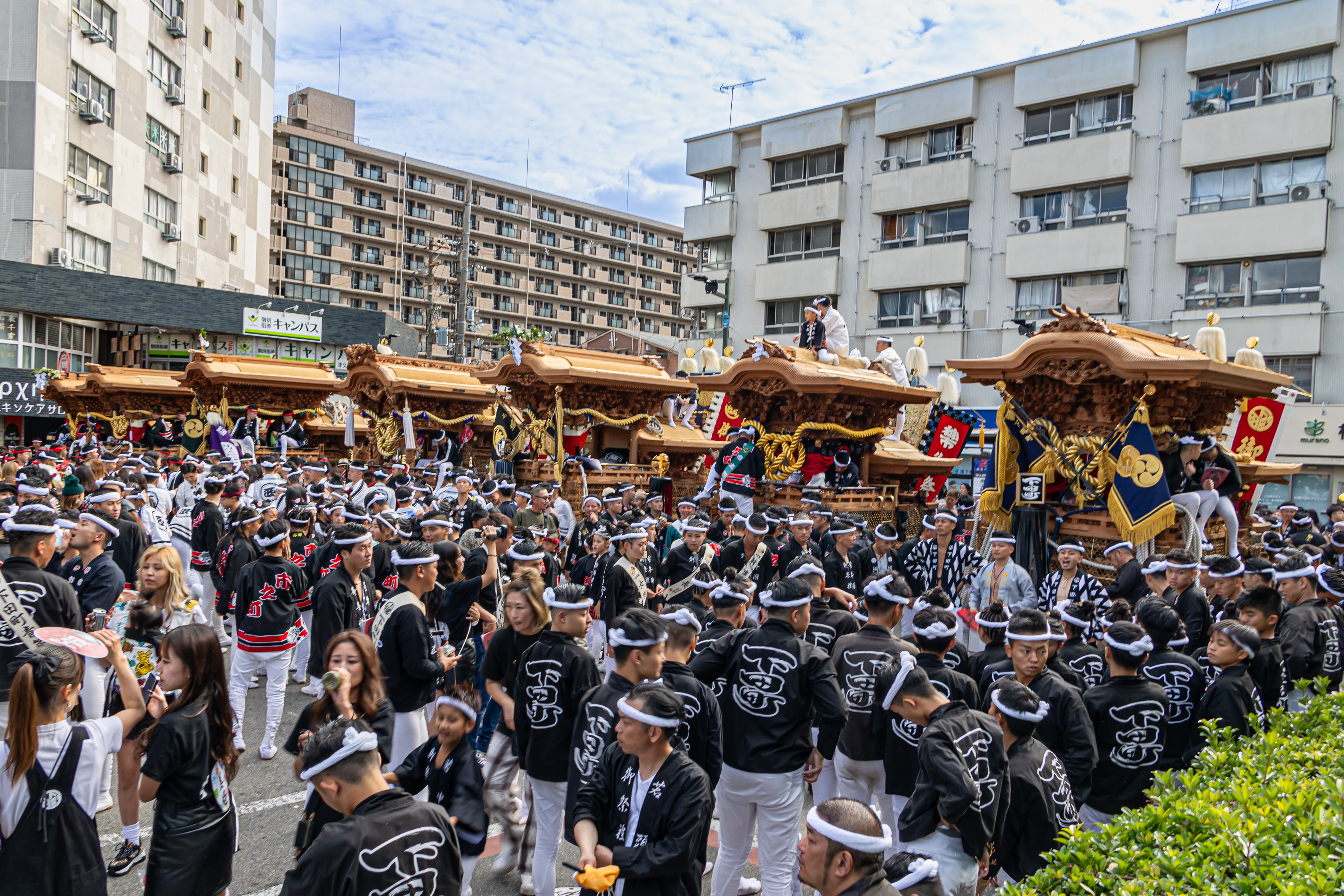
津久野駅前パーレードで、駅前ロータリーに並ぶだんじり
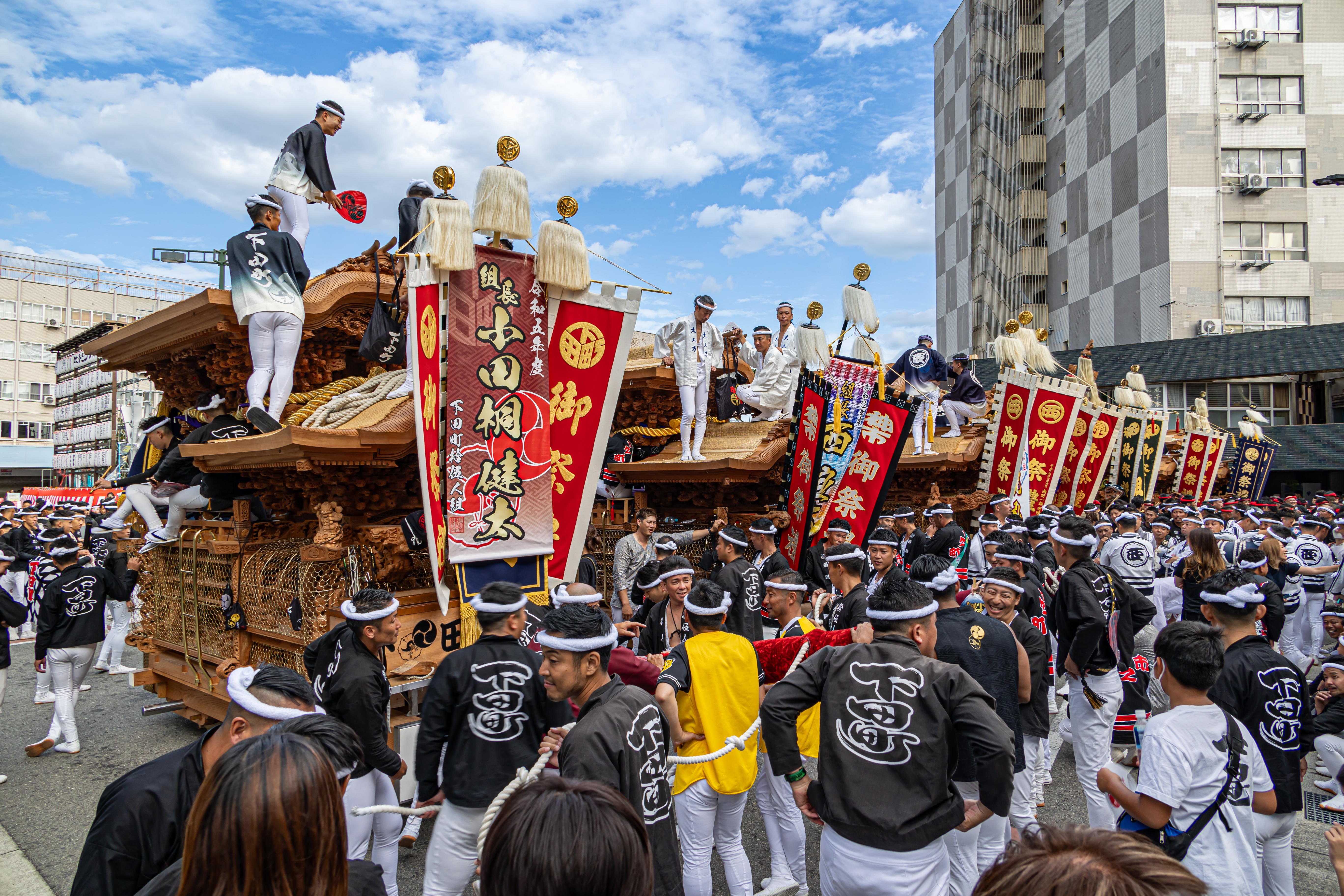

- 西区だんじりパレード - 後結祭の日曜日午後より、津久野だんじり祭の津久野地車連合7台と鳳だんじり祭の鳳地車連合10台の計17台のだんじりが、堺市西区役所周辺道路を周回し「やりまわし」などを行う[1]。

## 灯入れ曳航
土曜日、日曜日ともにだんじりに約200個の提灯を付け、午後7時ごろから津久野駅前周辺道路を周回する。岸和田だんじり祭などでは、夜の灯入れ曳行では「やりまわし」を行わないが、津久野だんじり祭では、灯入れ曳行でも「やりまわし」が行われている。

灯入れ曳航のだんじり
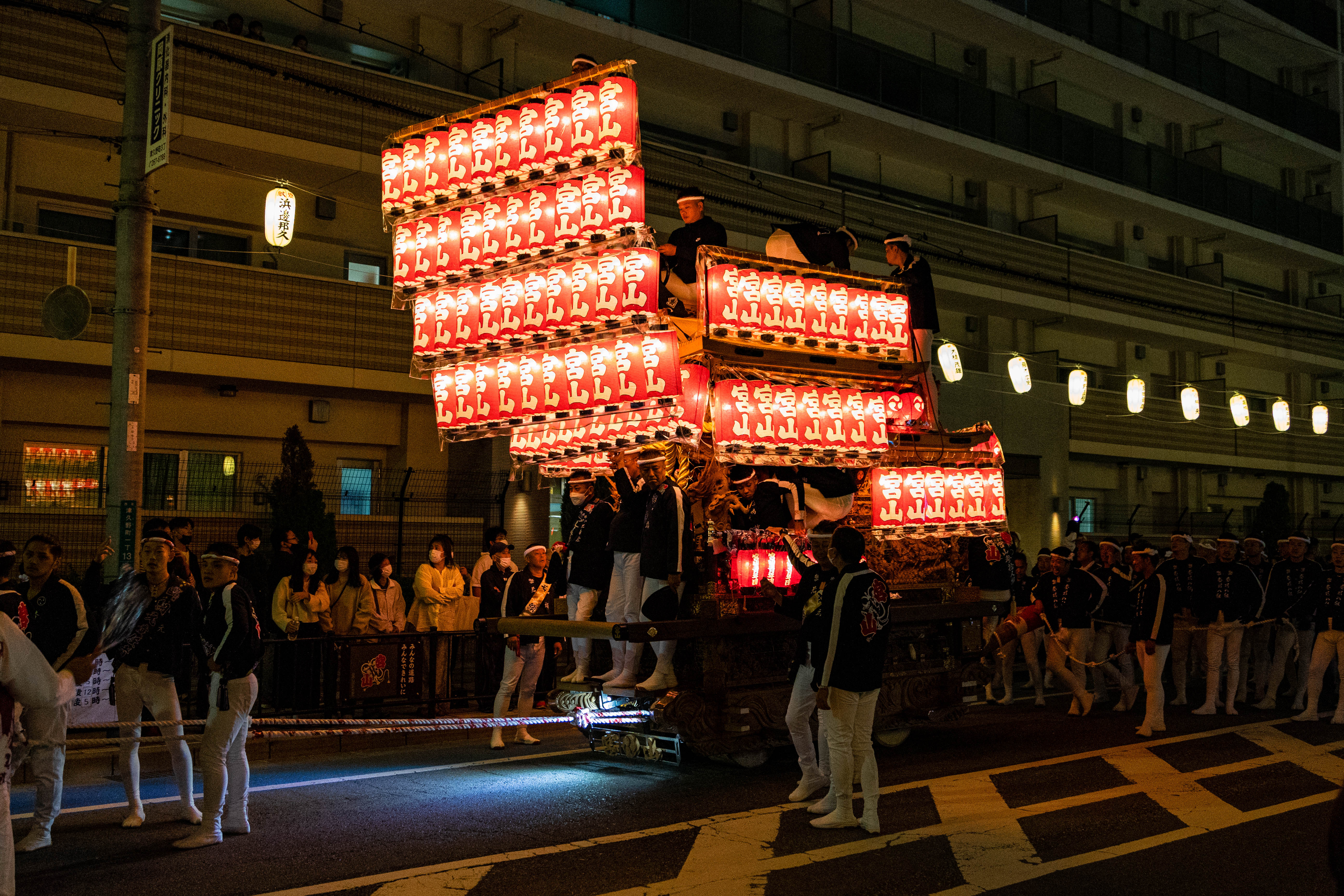
宮山
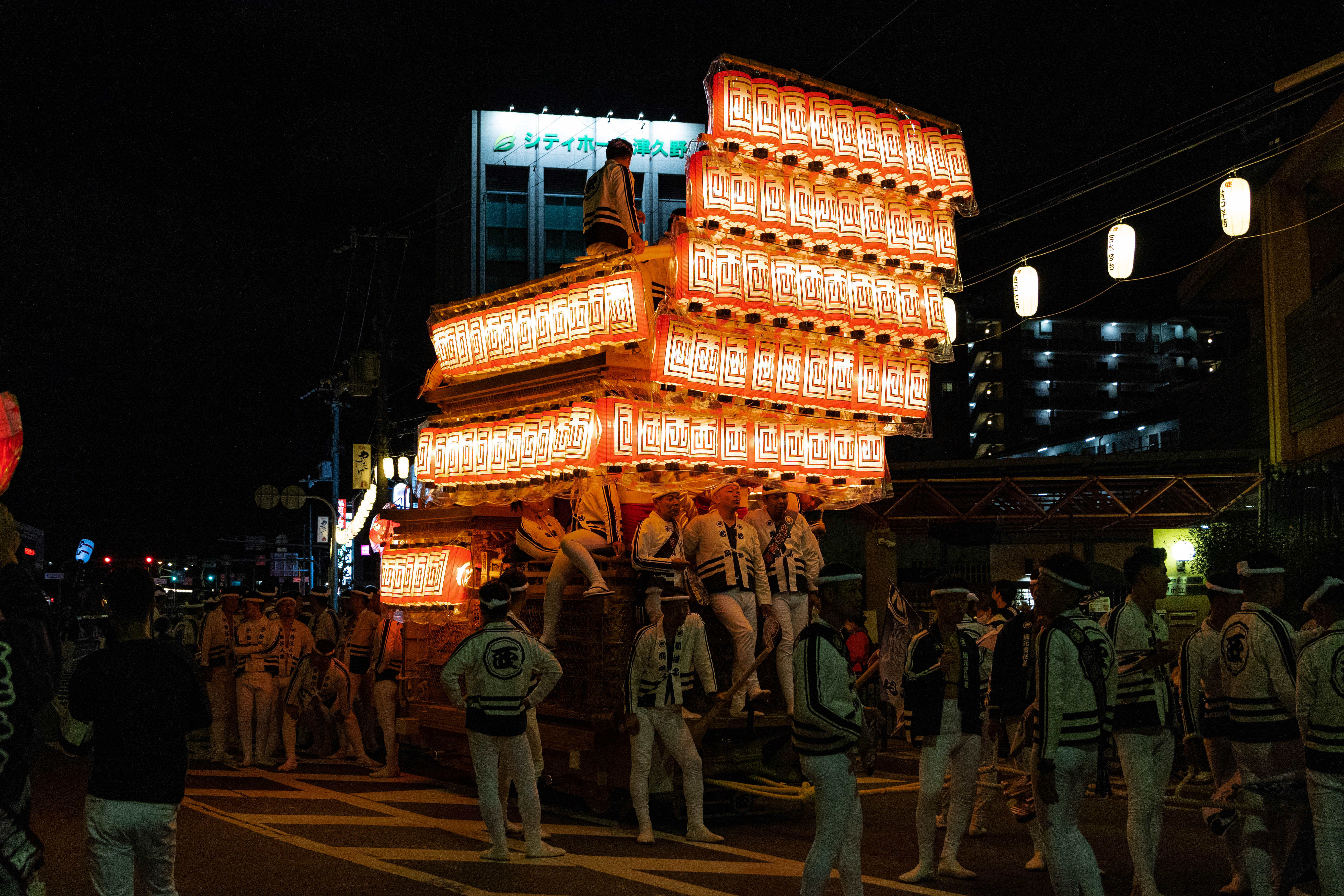
西組
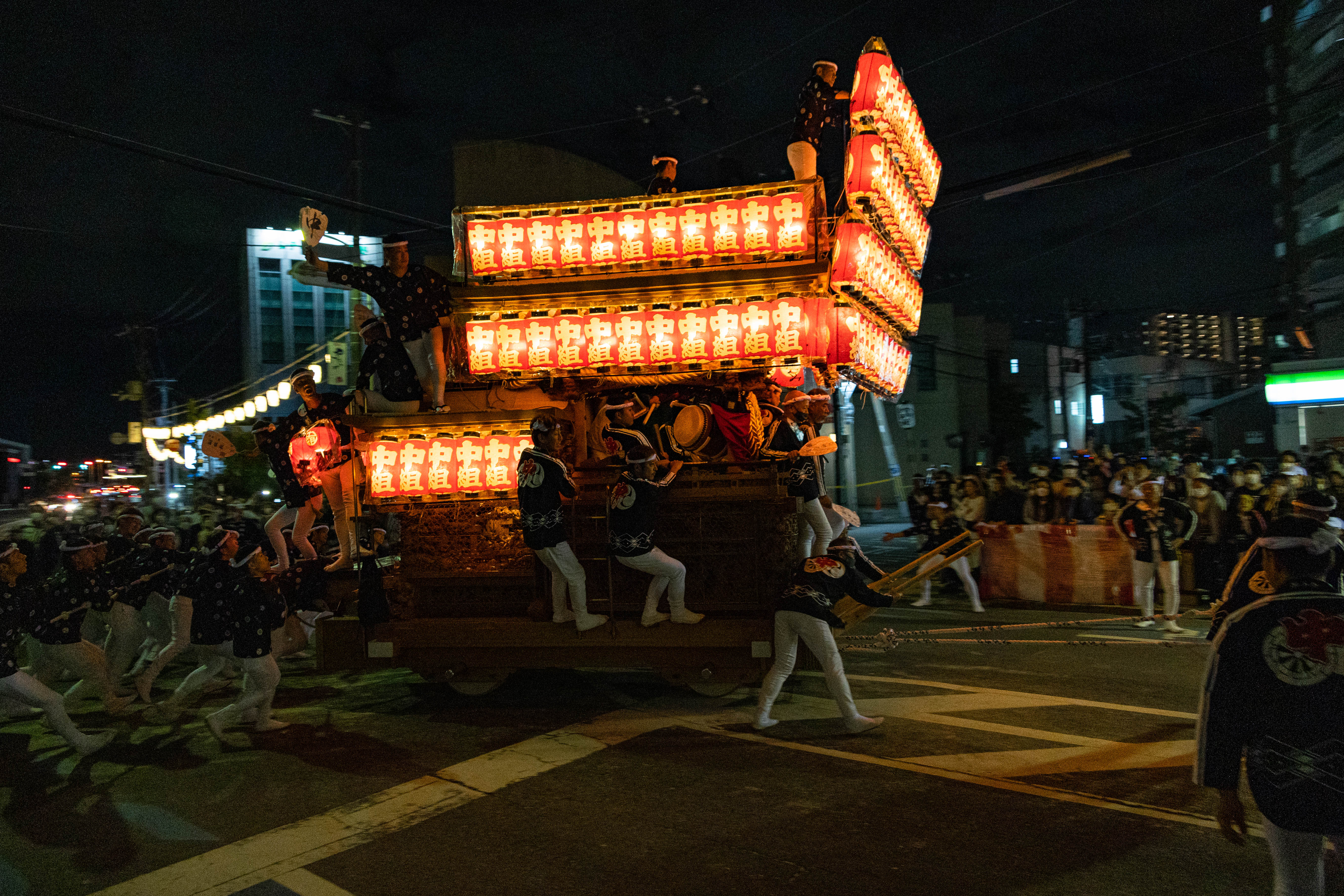
中組
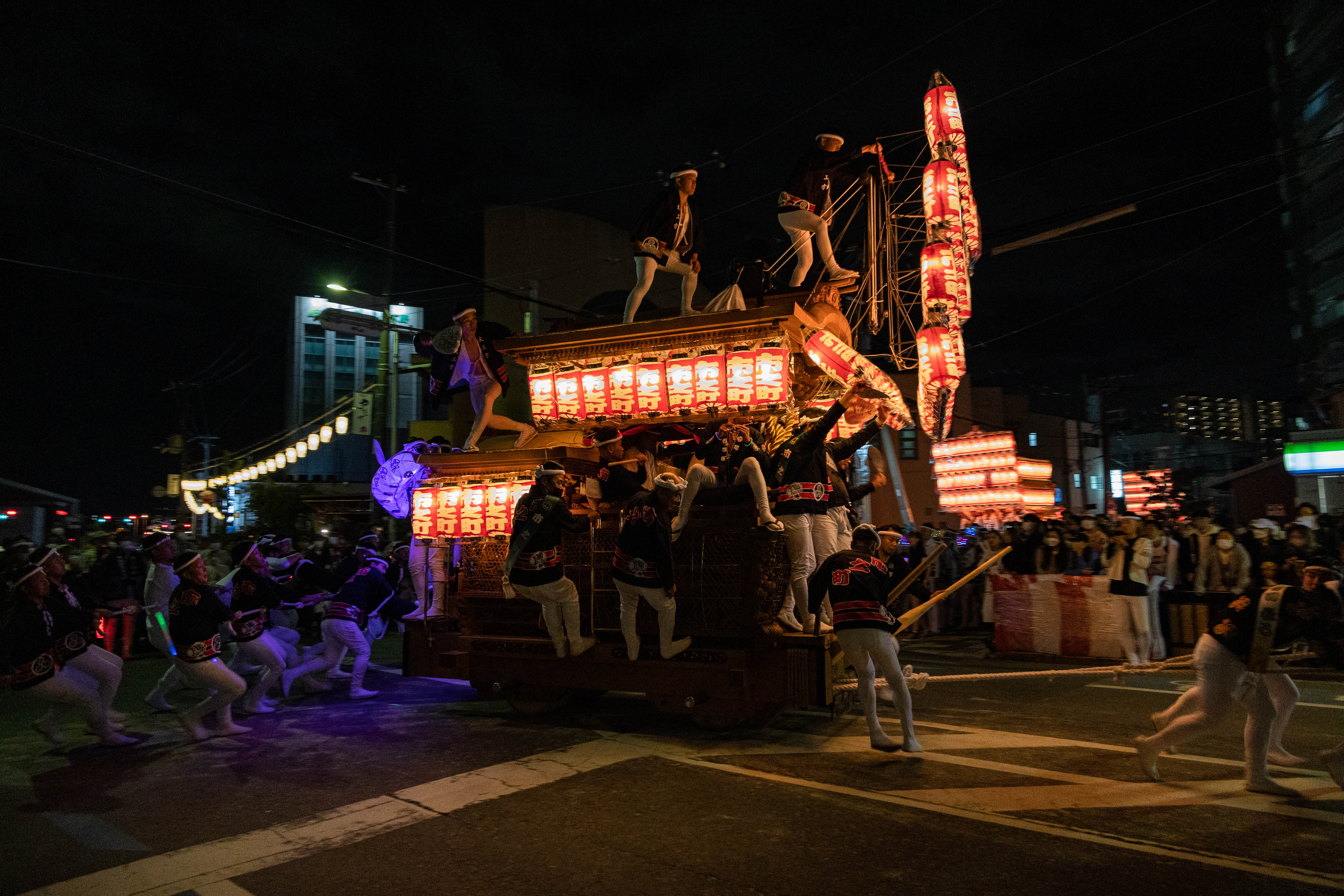
神石市之町

## やりまわし動画
津久野駅前パレード時のやりまわし（昼と灯入れ曳行時）
- 下田
- 大東
- 西組
灯入れ曳行
- 神野町
灯入れ曳行